# Sidcup

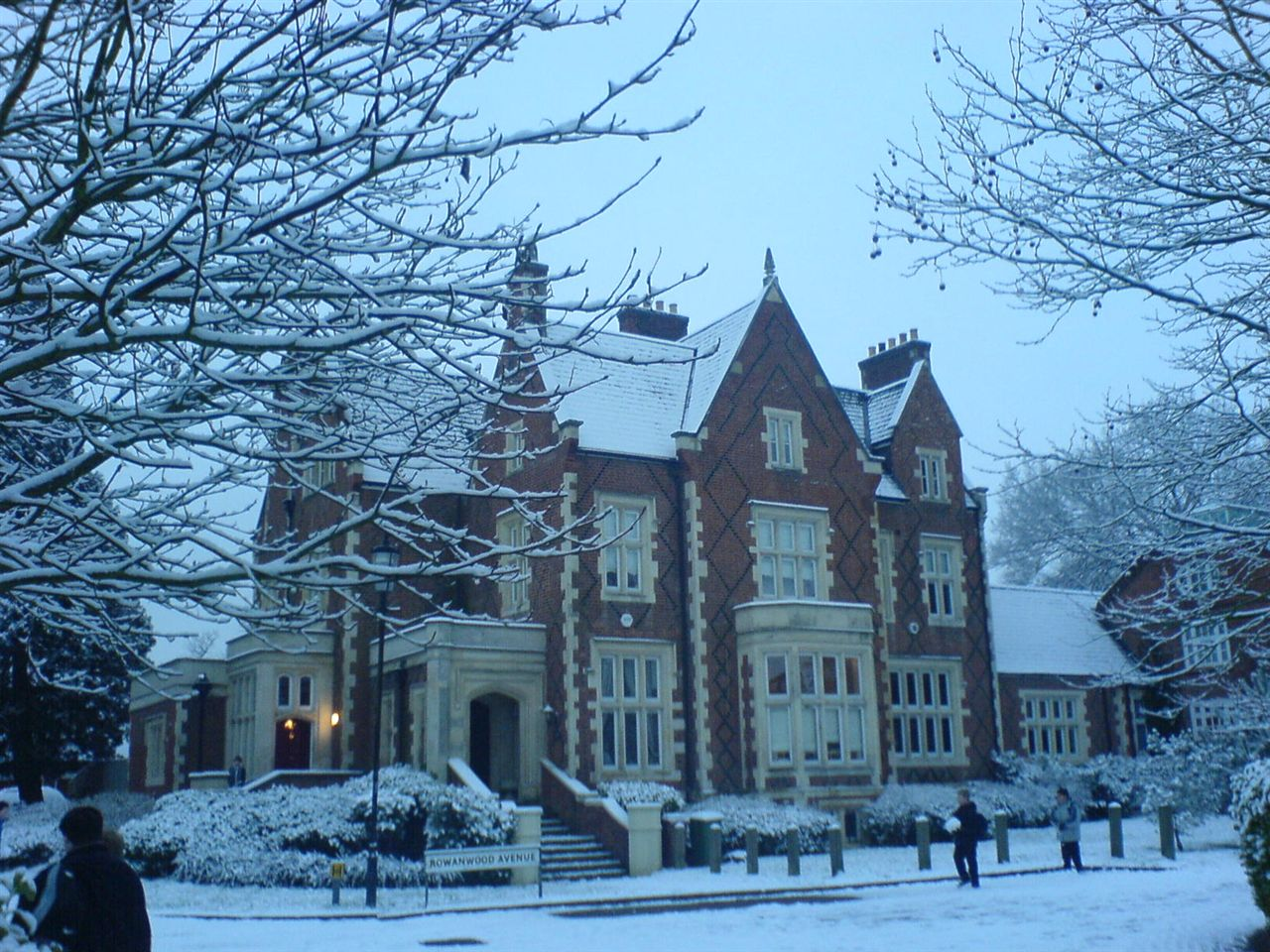
The Hollies, Sidcup

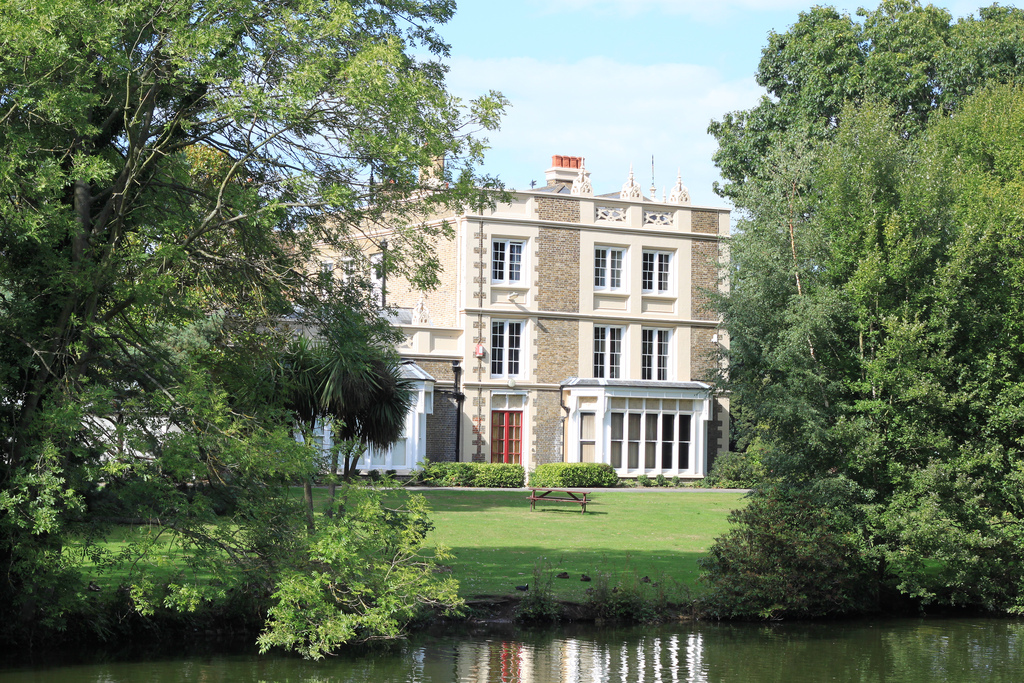
Lamorbey House

Sidcup è un distretto periferico di Londra situato nella zona sud-est, appartenente al London Borough of Bexley, a 18 km da Charing Cross. Sidcup confina con Greenwich, Bromley e la contea del Kent.
La maggior parte di Sidcup presenta palazzi tipici degli anni '30, oltre a parchi e grandi tenute. Il distretto ha un importante ospedale e due college. Sidcup comprende le zone di Blackfen, Foots Cray, Longland, Lamorbey.

## Infrastrutture e trasporti
Il distretto è servito dalla stazione ferroviaria di Sidcup (Sidcup railway station), situata lungo la Dartford Loop Line, all'interno della Travelcard Zone 5. Inoltre diverse linee di autobus collegano Sidcup a varie zone di Londra.